# 6203 Lyubamoroz
6203 Lyubamoroz è un asteroide della fascia principale. Scoperto nel 1981, presenta un'orbita caratterizzata da un semiasse maggiore pari a 3,1526911 UA e da un'eccentricità di 0,0450705, inclinata di 0,94276° rispetto all'eclittica.